# Scoliocentra tincta
Scoliocentra tincta är en tvåvingeart som först beskrevs av Walker 1849.  Scoliocentra tincta ingår i släktet Scoliocentra och familjen myllflugor. Inga underarter finns listade i Catalogue of Life.